# Talitroides topitotum
Talitroides topitotum är en kräftdjursart som först beskrevs av Burt 1934.  Talitroides topitotum ingår i släktet Talitroides och familjen tångloppor. Inga underarter finns listade i Catalogue of Life.